# NHL Heritage Classic
L'NHL Heritage Classic è una serie di partite di hockey su ghiaccio disputate all'aperto organizzata dalla National Hockey League. Al 2023 si sono organizzate tre partite, l'ultima delle quali ad Edmonton. Gli incontri prevedono la partecipazione di sole franchigie canadesi, contrapponendosi così all'evento analogo che vede invece soprattutto la presenza di squadre statunitensi, il Winter Classic. Il primo Heritage Classic si disputò ad Edmonton presso il Commonwealth Stadium nel 2003, e fu la prima gara ufficiale valida per la stagione regolare nella storia della NHL. Questa prima partita fu la capostipite di una serie di incontri che negli anni successivi si svolsero non solo in Nordamerica ma anche in Europa. Il secondo Heritage Classic giocato a Calgary nel 2011 segnò un nuovo primato di sponsorizzazioni e profitti, portando la NHL a considerare la possibilità di aumentare il numero di partite all'aperto.

## Storia
Il primo Heritage Classic si disputò nel 2003 e fu ospitato dagli Edmonton Oilers. Gli Oilers avevano avuto l'idea di ospitare una gara all'aperto sin dalla metà degli anni ottanta, tuttavia l'idea dell'evento del 2003 si ebbe sulla scia della partita soprannominata "Cold War" (letteralmente guerra fredda) giocata due anni prima fra i Michigan State Spartans e i Michigan Wolverines. La prima gara di stagione regolare giocata all'aperto nella storia della NHL vide sfidarsi al Commonwealth Stadium gli Oilers e i Montreal Canadiens.
La domanda di biglietti per la partita fu senza precedenti per la storia sportiva di Edmonton. Dopo le vendite agli abbonati stagionali degli Oilers e agli sponsor della NHL si svolse una lotteria per i rimanenti 7.000 posti, assegnati a 1.750 persone con l'opportunità di comprare quattro biglietti ciascuno. La franchigia dell'Alberta ricevette circa 750.000 richieste da tutto il mondo. Alla partita assistettero 57.167 spettatori, stabilendo un nuovo record pari a più del doppio rispetto al vecchio primato per una gara della NHL. Prima della gara si svolse un'esibizione di vecchie gloria dei Canadiens e degli Oilers, inclusi Guy Lafleur e Wayne Gretzky. La partita si svolse ad una temperatura di −19 °C (−2 °F); i Canadiens sconfissero gli Oilers con il punteggio di 4-3.
Il successo dell'Heritage Classic portò qualche anno più tardi alla nascita del primo Winter Classic, giocato a Buffalo fra i Buffalo Sabres e i Pittsburgh Penguins. In quell'occasione si segnò un nuovo record con 71.217 spettatori. Presto il Winter Classic diventò l'evento annuale di punta della NHL, sia per risonanza che per ascolti televisivi, tuttavia essa era concentrata sul mercato statunitense. In seguito alle critiche per l'assenza di squadre canadesi nel 2011 si giocò la seconda edizione dell'Heritage Classic, con i Canadiens opposti ai padroni di casa dei Calgary Flames. Così per la prima volta nell'arco di una sola stagione la NHL disputò due incontri di stagione regolare all'aperto, decisione che non mancò di sollevare alcune critiche per la minaccia di diminuire l'importanza del Winter Classic.
Così come la gara di Edmonton anche l'Heritage Classic 2011 si rivelò un successo, con i Flames capaci di superare Montreal per 4-0 di fronte ai 41.022 spettatori del McMahon Stadium. La gara raggiunse ottimi risultati televisivi sia in Canada che negli Stati Uniti, grazie anche al forte richiamo degli sponsor, stabilendo il nuovo record di guadagni provenienti da una singola gara di NHL.
Il terzo Heritage Classic si svolse presso il BC Place di Vancouver nel 2014 e vide opposti i Vancouver Canucks e gli Ottawa Senators, questi ultimi capaci di imporsi per 4-2. Essa fu una delle sei gare all'aperto previste nel corso della stagione 2013-2014 oltre al Winter Classic e alle quattro sfide della Stadium Series.
La quarta edizione dell'Heritage Classic si svolse presso l'Investors Group Field di Winnipeg il 23 ottobre 2016, e vide affrontarsi i padroni di casa dei Winnipeg Jets opposti agli Edmonton Oilers. Gli Oilers sconfissero i Jets per 3-0. Insolitamente per quel che riguarda le partite all'aperto dell'NHL, la partita si tenne a metà autunno, durante il primo mese della regular season, in modo da evitare le rigide temperature invernali che solitamente caratterizzano la città di Winnipeg.

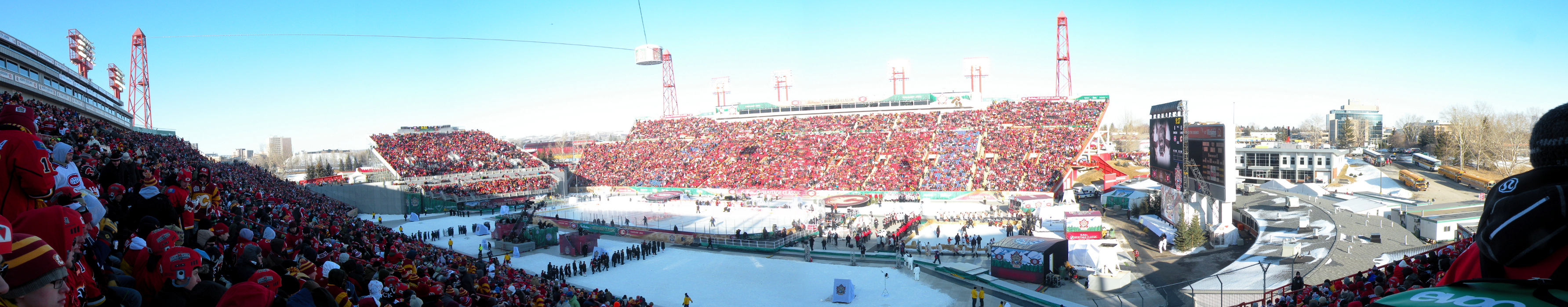
Vista panoramica del McMahon Stadium prima dell'Heritage Classic 2011.

## Edizioni dell'NHL Heritage Classic
| Stagione           | Data             | Stadio                                                   | Partita           | Partita   | Partita             | Ref.   |  |
| Stagione           | Data             | Stadio                                                   | Casa              | Punteggio | Ospite              | Ref.   |  |
| ------------------ | ---------------- | -------------------------------------------------------- | ----------------- | --------- | ------------------- | ------ |  |
| 2003-2004 Dettagli | 22 novembre 2003 | Commonwealth Stadium (57.167 spett.) Edmonton, Alberta   | Edmonton Oilers   | 3 – 4     | Montreal Canadiens  | [ 7 ]  |  |
| 2010-2011 Dettagli | 20 febbraio 2011 | McMahon Stadium (41.022 spett.) Calgary, Alberta         | Calgary Flames    | 4 – 0     | Montreal Canadiens  | [ 11 ] |  |
| 2013-2014 Dettagli | 2 marzo 2014     | BC Place (54.194 spett.) Vancouver, Columbia Britannica  | Vancouver Canucks | 2 – 4     | Ottawa Senators     | [ 13 ] |  |
| 2016-2017          | 23 ottobre 2016  | Investors Group Field (33.240 spett.) Winnipeg, Manitoba | Winnipeg Jets     | 0 – 3     | Edmonton Oilers     | [ 15 ] |  |
| 2019-2020          | 26 ottobre 2019  | Mosaic Stadium (33.518 spett.) Regina Saskatchewan       | Winnipeg Jets     | 2 - 1     | Calgary Flames      |        |  |
| 2021-2022          | 13 marzo 2022    | Tim Hortons Field (26,119 spett.) Hamilton Ontario       | Buffalo Sabres    | 5 - 2     | Toronto Maple Leafs |        |  |
| 2023-2024          | 29 ottobre 2023  | Commonwealth Stadium (55,411 spett.) Edmonton, Alberta   | Edmonton Oilers   | 5 – 2     | Calgary Flames      |        |  |